# Червоногригоровский поселковый совет
Червоногригоровский поселковый совет (укр. Червоногригорівська селищна рада) — входит в состав
Никопольского района
Днепропетровской области
Украины.
Административный центр поселкового совета находится в 
пгт Червоногригоровка.

## Населённые пункты совета
- пгт Червоногригоровка